# Intihuatana
La intihuatana es considerada una construcción religiosa del Imperio incaico. 

## Descripción
Es una escultura monolítica labrada en piedra granítica, de 1 a 2 metros de altura y 2 metros de diámetro. Su forma parte de una base con distintos niveles y en la parte superior se eleva un saliente de aspecto cúbico donde cuatro de sus caras indican a un punto cardinal: norte, este, sur y oeste.

## Etimología
Intihuatana es un término quechua que significa "donde se ata (o amarra) el sol (inti)", y se cree que servía como calendario astronómico para definir las estaciones según la sombra que daba el sol a la base de esa piedra. 

## Historia
A fines del siglo XVI, el Virrey del Perú Francisco de Toledo, en su afán evangelizador, ordenó la destrucción de las intihuatanas que se pudiesen encontrar. Esto se realizó por la connotación de blasfemia que se tenía sobre la religión andina y la importancia religiosa y política que estas construcciones tenían.
De las intihuatanas que se han conservado, las más destacadas se hallan en los sitios arqueológicos de Písac y Machu Picchu. En este último lugar, el monolito forma parte del grupo intihuatana junto con cuatro terrazas y dos recintos del tipo huayrana, dentro del sector sagrado construido sobre un montículo natural dándole un aspecto de tronco piramidal y en cuya cima se encuentra la intihuatana de Machu Picchu. El 8 de septiembre del 2000, al grabarse un comercial publicitario de cerveza Cusqueña, una grúa utilizada cayó sobre la intihuatana de Machu Picchu, rompiendo cerca de 8 cm de la punta. El caso llevó a una demanda por parte del INC y la solicitud de la respectiva indemnización, en el 2005.

### Intihuatanas conservadas

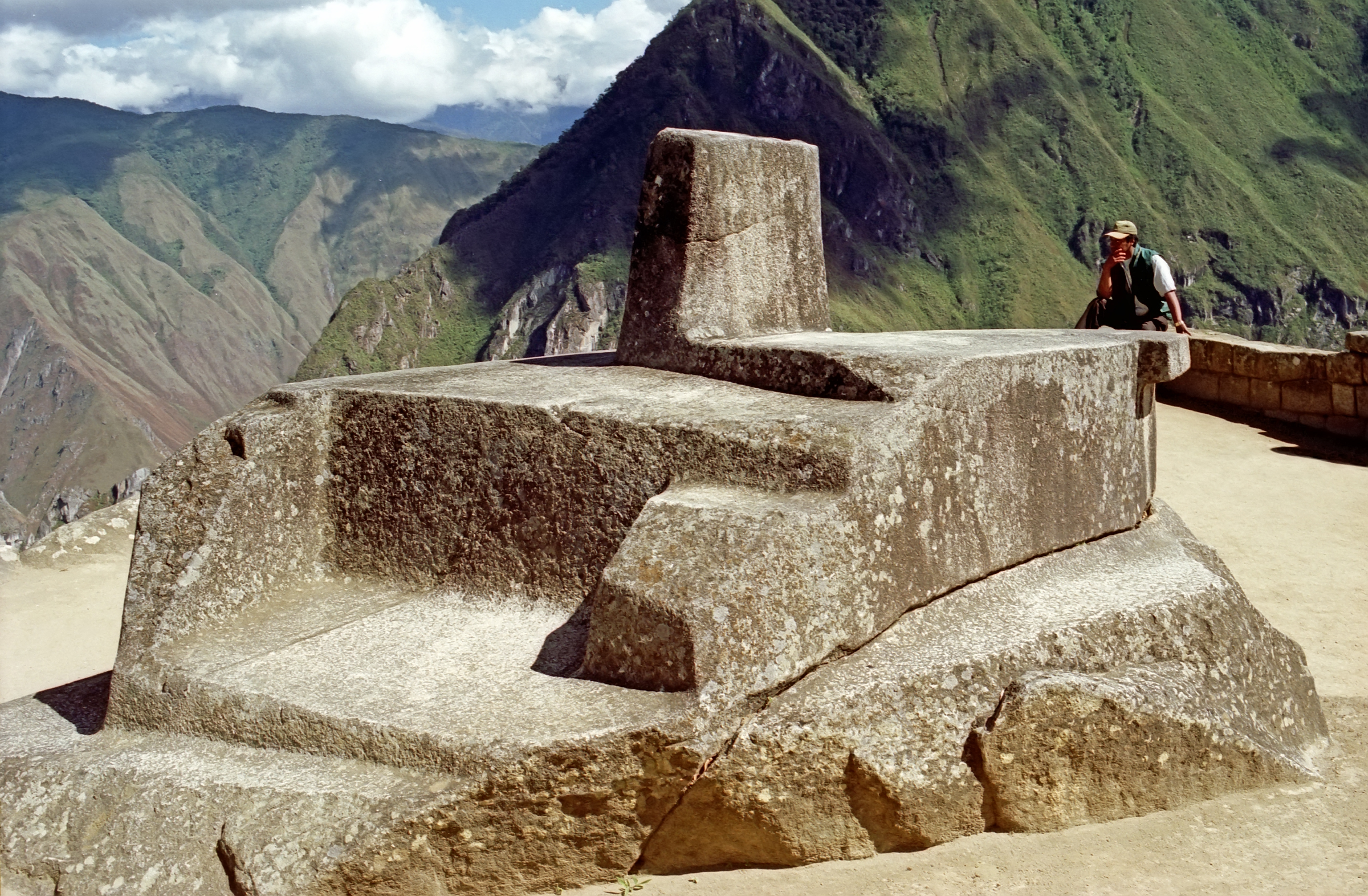
Intihuatana de Machu Picchu
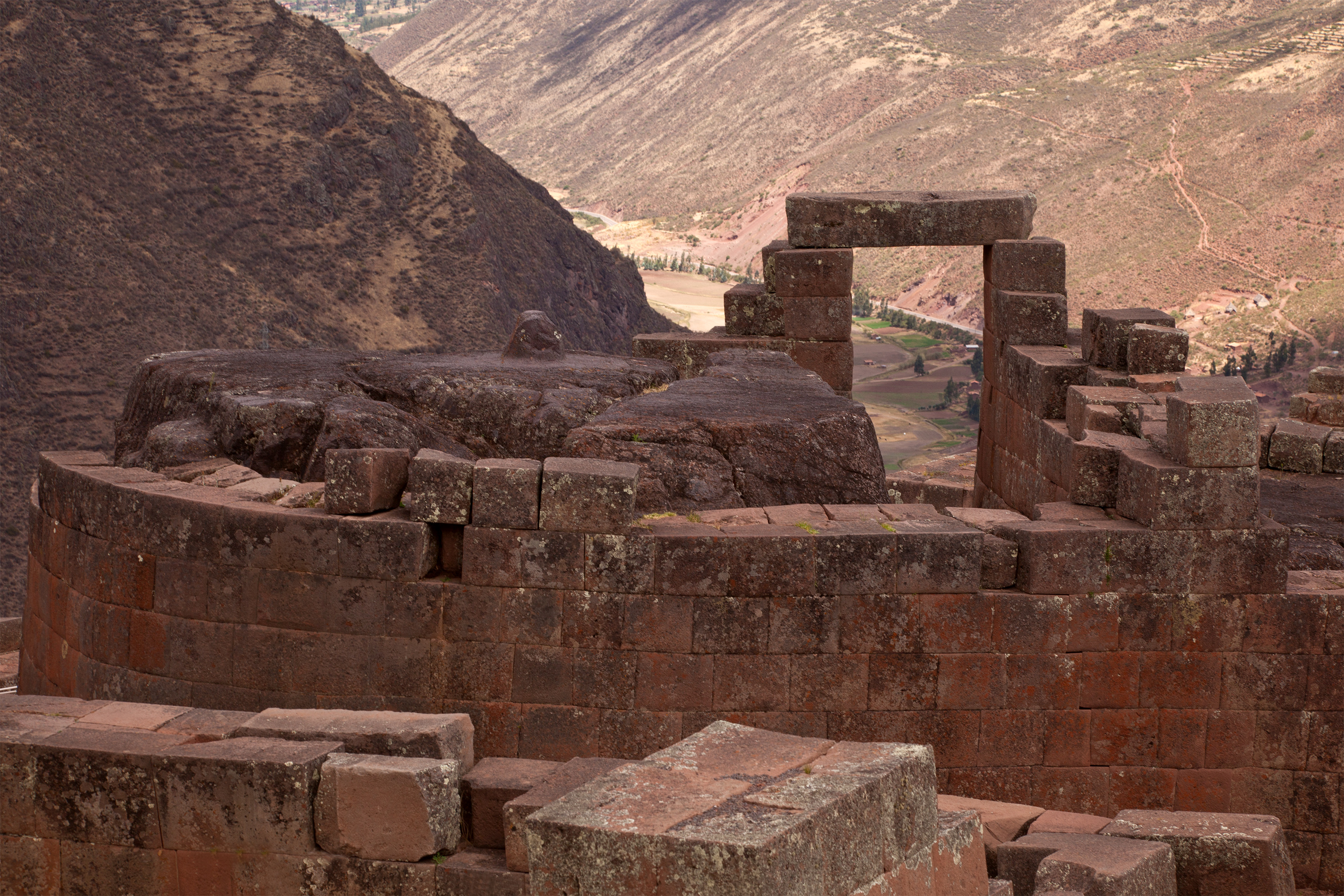
Intihuatana de Pisac
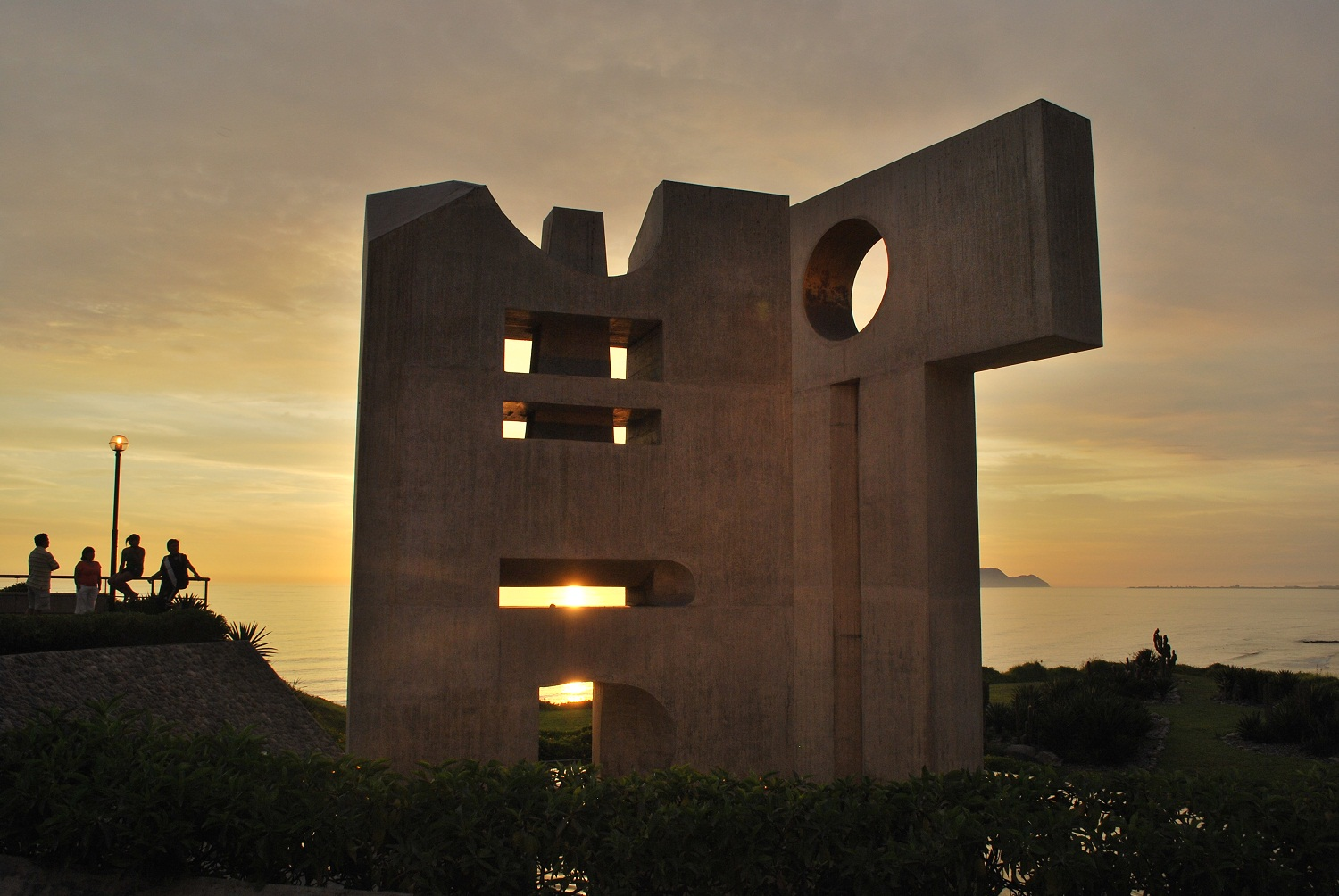
Intithuatana de Pomacochas

- Intihuatana de Machu Picchu
- Intihuatana de Pisac
- Escultura Intihuatana de Fernando de Szyszlo